# Rodolfo Blasco
Rodolfo Blasco (Italó, 1921–La Plata, 18 de noviembre de 1961) fue un actor y director de cine argentino con una amplia trayectoria en los medios.

## Carrera
Trabajó como director de fotonovelas y actuó en dos películas. En teatro se lució junto a la actriz Josefa Goldar. Luego se dedicó a la dirección de cine, primero como asistente de directores como Leopoldo Torre Nilsson y José María Fernández Unsain y, posteriormente, como director de tres filmes.
Integra en 1946 la lista de "La Agrupación de Actores Democráticos", en pleno gobierno de Juan Domingo Perón, y cuya junta directiva estaba integrada por Pablo Racioppi, Lydia Lamaison, Pascual Nacaratti, Alberto Barcel y Domingo Mania.
Como actor de fotonovelas trabajó para la revista Vosotras, tras la cual, debido  a su trágica muerte, fue reemplazado por Rolo Puente. 

## Tragedia y fallecimiento
El 18 de noviembre de 1961 cuando regresaba de presenciar en la ciudad de La Plata el estreno del filme Quinto año nacional, falleció en un accidente de tránsito en el que también murieron el fotógrafo Abelardo Ortega y los actores Luis Calán y Gastón Marchetto y quedó gravemente herido el actor Antonio Bianconi. En ese momento Oscar Rovito y Bárbara Mujica, quienes también iban a concurrir a ese evento, no lo hicieron por motivos laborales. Sus restos descansan en el Panteón de la Asociación Argentina de Actores del Cementerio de la Chacarita. Luego de su muerte su viuda, Coca Blasco, conoce y se casa con su segundo marido el también director Emilio Vieyra.

## Filmografía
Director
- Los que verán a Dios (1961)
- Quinto año nacional (1961)
- La madrastra (1960)

Actor
- Patrulla Norte (1950)
- Hombres a precio (1949)

Asistente de dirección
- Los hampones (1955)
- Muerte civil (1954)
- El baldío (1952)
- Corazón fiel (1951)

## Teatro
- Historia del hombre que casó con una mujer muda (1943)
- Guasamayo (1943)